# Monomorium emeryi
Monomorium emeryi är en myrart som beskrevs av Mayr 1895. Monomorium emeryi ingår i släktet Monomorium och familjen myror.

## Underarter
Arten delas in i följande underarter:
- M. e. emeryi
- M. e. laevior